# Héctor Méndez (boxeador)
Héctor José Méndez (1 de agosto de 1897-13 de diciembre de 1977) fue un boxeador argentino ganador de la medalla de plata en los Juegos Olímpicos de París 1924 en la categoría de hasta 67 kg (medio mediano) al perder la final con Jean DeLarge. Fue abanderado de la delegación de su país en la ceremonia de inauguración de los Juegos Olímpicos de Ámsterdam 1928.